# Eranina cincticornis
Eranina cincticornis là một loài bọ cánh cứng trong họ Cerambycidae.